# Drumshanbo
Drumshanbo (irisch Droim Seanbhó, dt. „Rücken der alten Kuh“) ist eine Stadt mit 1240 Einwohnern (Stand: 2022). Sie liegt im County Leitrim im Nordwesten von Irland.

## Beschreibung
Drumshanbo liegt am südlichen Ende des Lough Allen, des nördlichsten der großen Seen, die der Shannon durchfließt. Zugleich liegt die Stadt am Fuße des 585 m hohen Slieve Anierin (ir. Sliabh an Iarainn, dt. „Eisenberg“).
Drumshanbo liegt abseits größerer Straßen, lediglich einige Regionalstraßen kreuzen sich hier. Der nächste größere Ort ist das 12 km südlich gelegene Carrick-on-Shannon, das zugleich Verwaltungssitz des Countys ist.
Von 1887 bis 1959 lag Drumshanbo an der Strecke nach Ballinamore der Cavan and Leitrim Railway, einer Schmalspurbahn. Diese bediente hauptsächlich das Kohlebergwerk in Arigna.
Früher boten die Minen und ein Kraftwerk in Arigna den Bewohnern der Gegend Beschäftigung. Diese wurden 1990 stillgelegt.
Heute ist der Tourismus eine der hauptsächlichen Erwerbsquellen, besonders da Lough Allen und damit auch Drumshanbo durch einen Kanal für Kabinenboote mit dem Shannon und dem Shannon-Erne-Kanal verbunden ist.